# Rock experimental

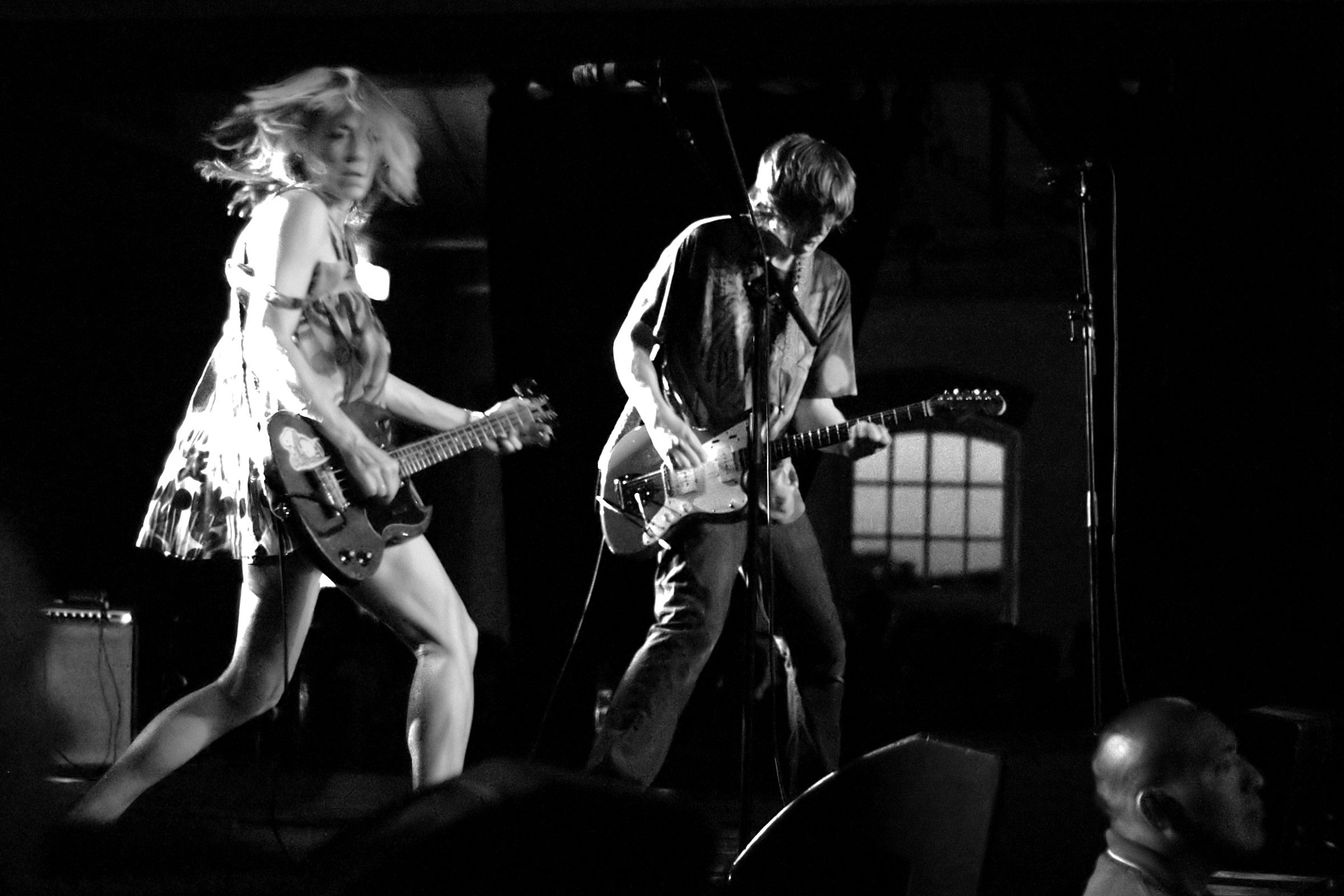
Sonic Youth

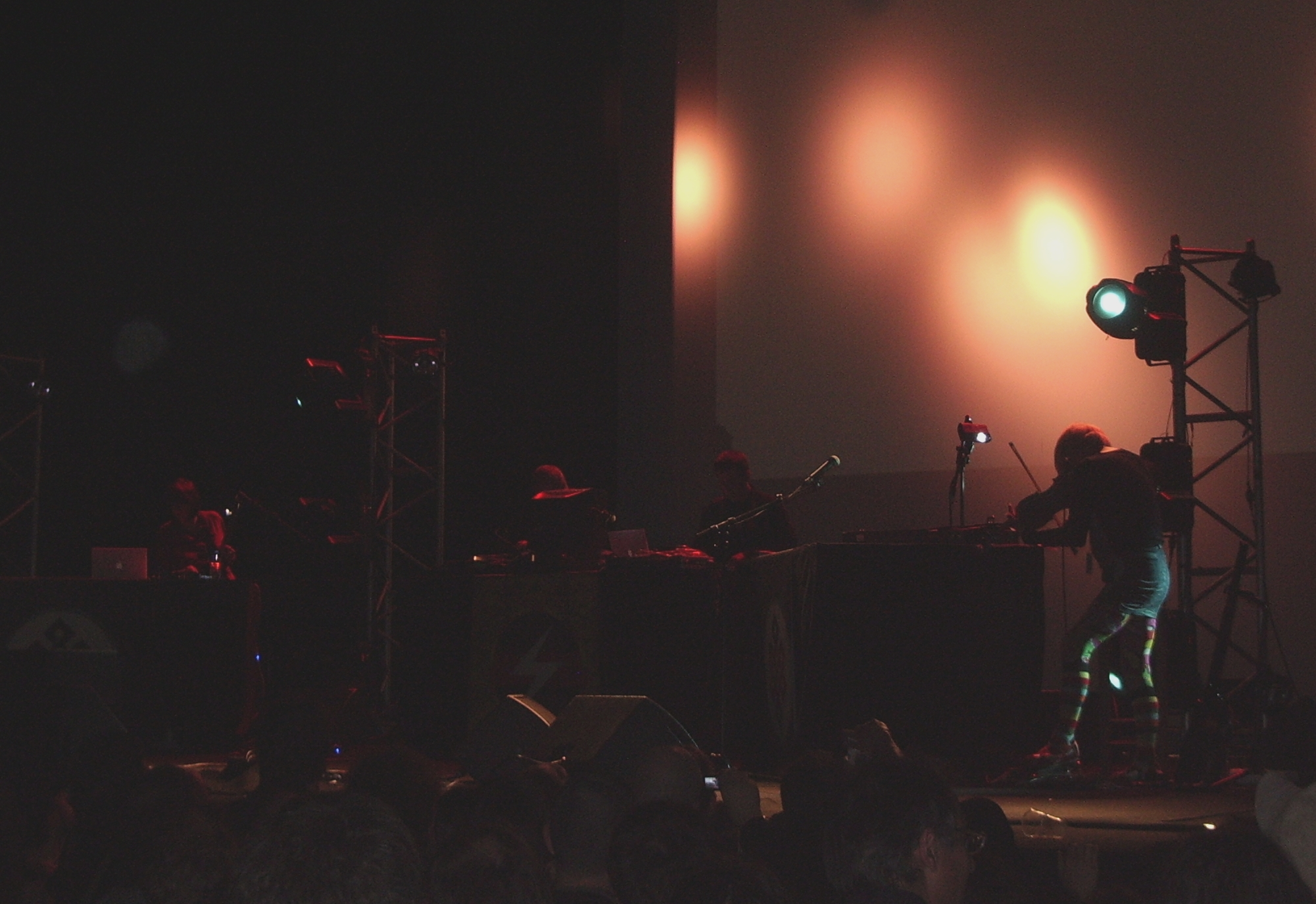
Throbbing Gristle

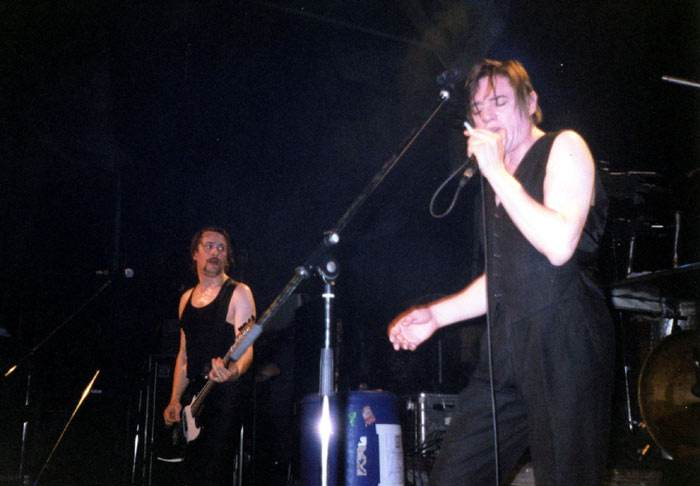
Einstürzende Neubauten

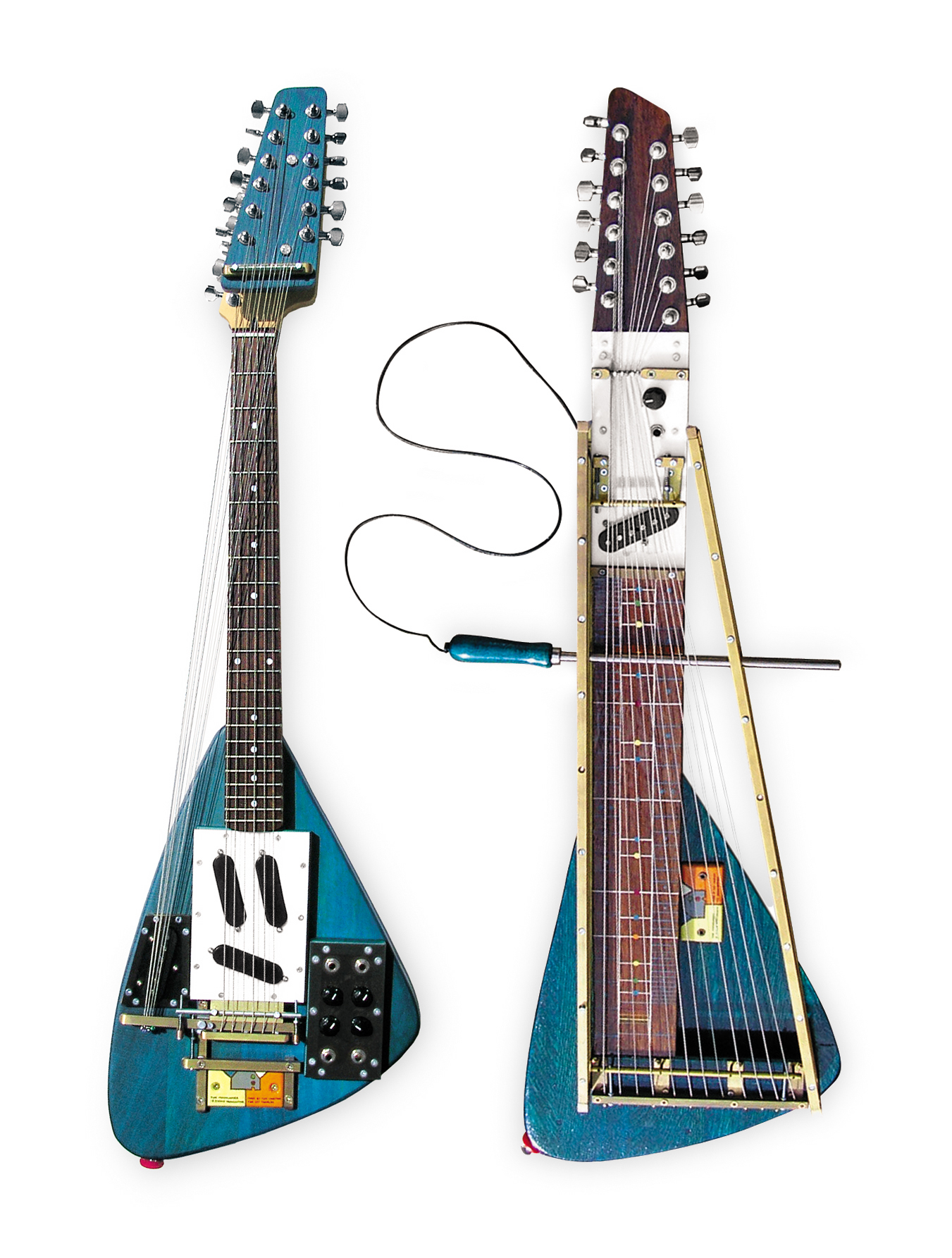
Moonlander & Moodswinger, Yuri Landman

El rock experimental (o avant-rock) és un subgènere de la música rock que porta als límits la tècnica de composició i interpretació comuna o que experimenta amb els elements bàsics del gènere. Els artistes tenen com a objectiu l'alliberament i la innovació, amb algunes de les característiques distintives del gènere com a actuacions improvisades, influències avantguardistes, instrumentació estranya, lletres opaques (o instrumentals), estructures i ritmes poc ortodoxos i un rebuig subjacent a les aspiracions comercials.
Des dels seus inicis, la música rock va ser experimental, però no va ser fins a finals dels anys seixanta que els artistes de rock van començar a crear composicions esteses i complexes a través dels avenços en la gravació multipista. El 1967, el gènere era tan comercialment viable com la música pop, però el 1970, la majoria dels seus protagonistes havien perdut la forma. A Alemanya, el subgènere krautrock va fusionar elements d'improvisació i rock psicodèlic amb peces d'avantguarda i clàssiques contemporànies. A la dècada de 1970, es va produir un mestissatge musical important conjuntament amb els desenvolupaments del punk i de la nova onada, l'experimentació DIY i la música electrònica. Els ritmes de funk, jazz-rock i fusió també es van integrar en la música rock experimental.
La primera onada de grups de rock experimental de la dècada de 1980 tenia pocs precedents directes pel seu so. Més endavant, l'avant-rock va perseguir una estètica psicodèlica que es diferenciava de la consciència de si mateix i de mirar el post-punk anterior. Durant els anys noranta, un moviment singular conegut com a post-rock es va convertir en la forma dominant del rock experimental. A partir de la dècada del 2010, el terme "rock experimental" va caure en un ús indiscriminat, i moltes bandes modernes de rock es van classificar sota prefixos com "post-", "kraut-", "psych-", "art-", "prog. - "," avant- "i" noise- ".